# Риб-Лейк (Вісконсин)
Риб-Лейк (англ. Rib Lake) — селище (англ. village) в США, в окрузі Тейлор штату Вісконсин. Населення — 935 осіб (2020).

## Географія
Риб-Лейк розташований за координатами 45°19′10″ пн. ш. 90°12′8″ зх. д. / 45.31944° пн. ш. 90.20222° зх. д. (45.319511, -90.202236).  За даними Бюро перепису населення США в 2010 році селище мало площу 6,05 км², з яких 4,85 км² — суходіл та 1,20 км² — водойми. В 2017 році площа становила 5,72 км², з яких 4,51 км² — суходіл та 1,20 км² — водойми.

## Демографія
Згідно з переписом 2010 року, у селищі мешкало 910 осіб у 371 домогосподарстві у складі 220 родин. Густота населення становила 150 осіб/км².  Було 432 помешкання (71/км²).
Расовий склад населення:
| - 98,7 % — білих - 0,3 % — корінних американців - 0,2 % — азіатів - 0,1 % — чорних або афроамериканців |

До двох чи більше рас належало 0,7 %. Частка іспаномовних становила 1,0 % від усіх жителів.
За віковим діапазоном населення розподілялося таким чином: 25,1 % — особи молодші 18 років, 53,6 % — особи у віці 18—64 років, 21,3 % — особи у віці 65 років та старші. Медіана віку мешканця становила 39,7 року. На 100 осіб жіночої статі у селищі припадало 89,2 чоловіків;  на 100 жінок у віці від 18 років та старших — 81,4 чоловіків також старших 18 років.
Середній дохід на одне домашнє господарство  становив 54 684 долари США (медіана — 39 531), а середній дохід на одну сім'ю — 68 028 доларів (медіана — 55 750). Медіана доходів становила 40 000 доларів для чоловіків та 30 000 доларів для жінок. За межею бідності перебувало 18,8 % осіб, у тому числі 25,1 % дітей у віці до 18 років та 7,3 % осіб у віці 65 років та старших.
Цивільне працевлаштоване населення становило 403 особи. Основні галузі зайнятості: виробництво — 30,8 %, освіта, охорона здоров'я та соціальна допомога — 20,8 %, роздрібна торгівля — 12,4 %, мистецтво, розваги та відпочинок — 7,9 %.